# Georg Milbradt

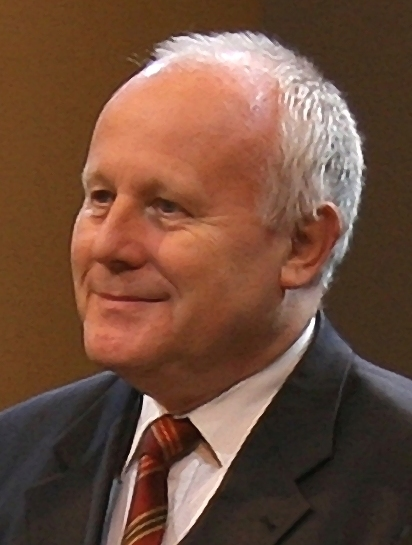
Georg Milbradt, 2006

Georg Hermann Milbradt (* 23. Februar 1945 in Eslohe (Sauerland)) ist ein deutscher Politiker (CDU) und Wirtschaftswissenschaftler. Er war von 2002 bis 2008 Ministerpräsident des Freistaates Sachsen.
Der habilitierte Ökonom war von 1983 bis 1990 Finanzdezernent der Stadt Münster. Nach der deutschen Wiedervereinigung und Wiedererrichtung des Freistaats Sachsen wurde er 1990 Finanzminister in der Regierung von Kurt Biedenkopf. Ab 2001 war er Landesvorsitzender der CDU Sachsen. Im April 2002 trat Milbradt die Nachfolge Biedenkopfs als Ministerpräsident an, er führte zunächst eine CDU-Alleinregierung. Er wurde bei der Landtagswahl in Sachsen 2004 trotz Stimmenverlusten im Amt bestätigt und bildete eine Koalition mit der SPD. Im Mai 2008 trat er als Ministerpräsident und CDU-Vorsitzender zurück. Er wurde 2009 zum außerplanmäßigen Professor für Finanzwissenschaft an der TU Dresden ernannt.

## Leben

### Herkunft, Studium und Wissenschaft
Seine Familie stammt aus Posen (bzw. Wongrowitz). Sie wurde von dort nach dem Zweiten Weltkrieg vertrieben und zog nach Dortmund, wo Milbradt 1964 am Humboldt-Gymnasium das Abitur ablegte. Von 1964 bis 1968 studierte er als Stipendiat der Studienstiftung des deutschen Volkes Volkswirtschaft, Jura und Mathematik an der Westfälischen Wilhelms-Universität in Münster, die er mit dem Diplom als Volkswirt verließ.
Von 1970 bis 1980 war er Wissenschaftlicher Mitarbeiter bzw. Assistent bei Herbert Timm und später Heinz Grossekettler am Institut für Finanzwissenschaft der Universität Münster. 1975 wurde er mit der Dissertation Ziele und Strategien des debt management. Ein Beitrag zur Theorie der optimalen Schuldenstruktur des Staates unter Einbeziehung der Notenbank zum Dr. rer. pol. promoviert („summa cum laude“). 1980 habilitierte er sich mit der Arbeit Probleme der Indexierung volkswirtschaftlich wichtiger Größen und erhielt die Venia Legendi für Volkswirtschaft. Von 1980 bis 1983 vertrat er einen Lehrstuhl für Finanzwissenschaft und Volkswirtschaft an der Johannes Gutenberg-Universität Mainz. Gleichzeitig hatte er einen Lehrauftrag an der Universität Osnabrück inne. 1985 wurde er zum außerplanmäßigen Professor der Wirtschaftswissenschaftlichen Fakultät der Westfälischen Wilhelms-Universität ernannt.
Seit Dezember 2009 ist Milbradt als außerplanmäßiger Professor für Volkswirtschaftslehre, insbesondere Finanzpolitik, an der Fakultät Wirtschaftswissenschaften der TU Dresden tätig.
Er war einer von 136 deutschen Wirtschaftsprofessoren, darunter Roland Vaubel, Hans-Werner Sinn, Jürgen B. Donges, Manfred J. M. Neumann und Bernd Lucke, die kurz vor den Bundestagswahlen im September 2013 in einem Aufruf der Europäischen Zentralbank (EZB) rechtswidrige monetäre Staatsfinanzierung vorwarfen.

### Politik in Münster

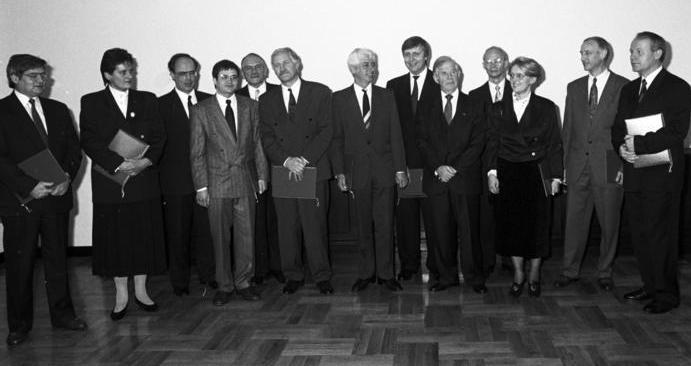
Kabinett Biedenkopf 1990; erste Person von rechts: Georg Milbradt

Milbradt ist seit 1973 Mitglied der CDU. Von 1975 bis 1983 war er Ratsmitglied in Münster. Von 1983 bis 1990 war er Finanzdezernent der Stadt Münster.

### Politik in Sachsen
Vom 8. November 1990 bis zum 31. Januar 2001 war er sächsischer Staatsminister der Finanzen. Der damalige Ministerpräsident Kurt Biedenkopf entließ Milbradt überraschend aus dem Kabinett Biedenkopf III; Biedenkopf favorisierte Landwirtschaftsminister Steffen Flath als nächsten CDU-Vorsitzenden und vermutlich auch als nächsten Ministerpräsidenten. Seit 1991 ist er im Landesvorstand der sächsischen CDU und seit 1994 Mitglied des Sächsischen Landtages. Zuletzt war er direkt gewählter Abgeordneter des Wahlkreises 53 (Kamenz I). Er wurde 1999 stellvertretender Vorsitzender der CDU Sachsen. Am 15. September 2001 wurde Milbradt bei einem Sonderparteitag Vorsitzender der CDU Sachsen. Biedenkopf hatte Landwirtschaftsminister Steffen Flath favorisiert; Milbradt gewann die Kampfabstimmung gegen Flath. Am 16. Januar 2002 erklärte Biedenkopf seinen Rücktritt als Ministerpräsident zum 17. April 2002. Im März 2002 nominierte die CDU Sachsen Milbradt als Kandidat für das Amt des Ministerpräsidenten; am 18. April 2002 wurde er vom Landtag gewählt. Milbradt wurde im September 2004 trotz beträchtlicher Stimmverluste bei der Landtagswahl in Sachsen im Amt bestätigt und bildete eine Koalition mit der SPD.

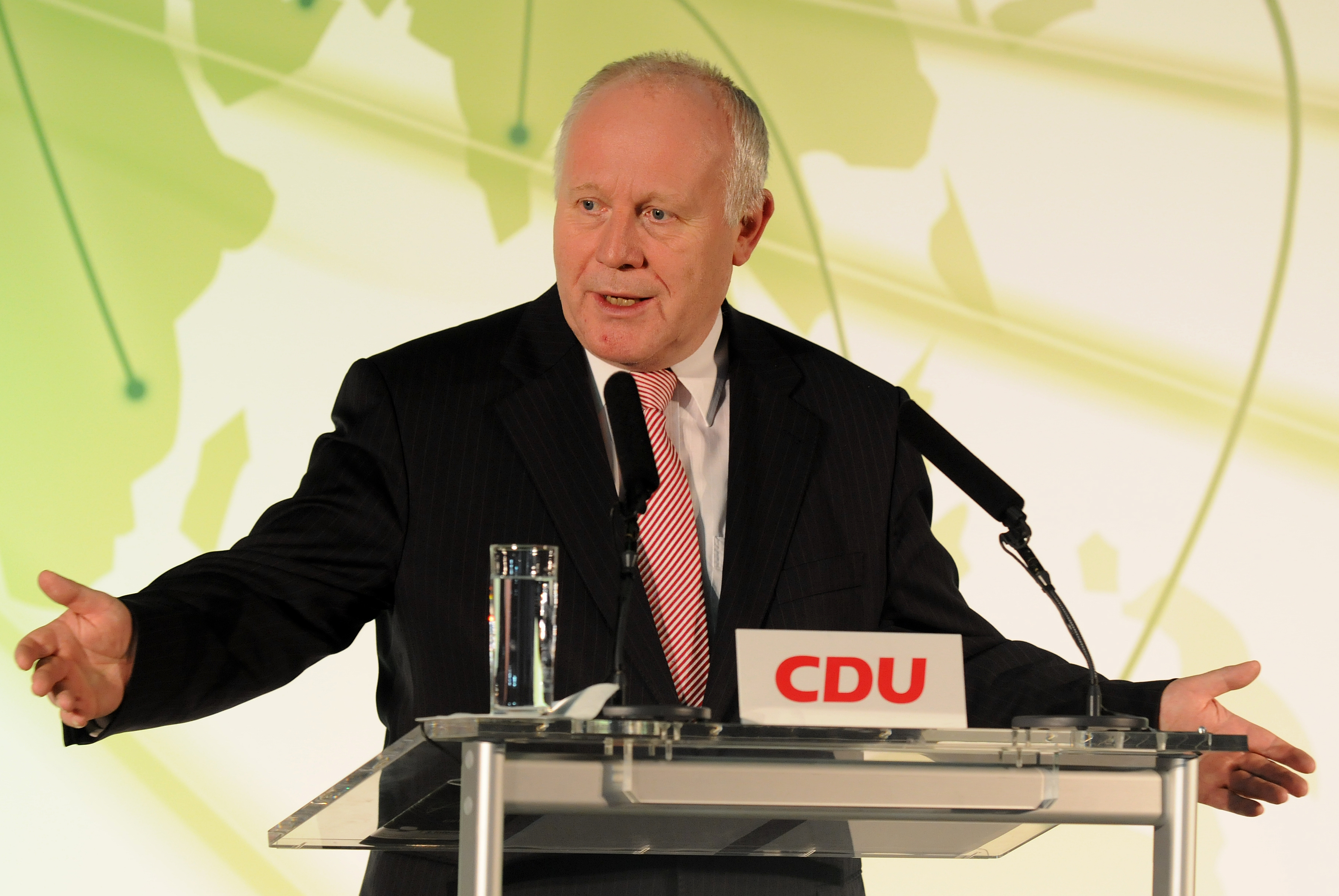
Georg Milbradt, 2008

Milbradt war in seiner Amtszeit als Ministerpräsident umstritten. Dazu trugen vor allem seine Äußerungen zum Dresdner Brückenstreit bei, zum Beispiel seine Einschätzung, dass der Verlust des Welterbetitels für das erst 2004 in die UNESCO-Welterbeliste eingetragene Dresdner Elbtal „verkraftbar“ sei.
Im Zuge der Sachsen-LB-Affäre im Jahr 2007 geriet die Sachsen LB durch verlustreiche Wertpapier- und Verbriefungsgeschäfte einer irischen Zweckgesellschaft in eine schwere Krise. Unter Beteiligung des Freistaates Sachsen wurde die Bank im August 2007 in einem Notverkauf an die Landesbank Baden-Württemberg veräußert; der Freistaat übernahm dabei Garantien in Milliardenhöhe. Milbradt, der zuvor lange sächsischer Finanzminister gewesen war, wurde dafür politisch verantwortlich gemacht; zusätzlich wurde öffentlich über seine private Beteiligung an einem geschlossenen Immobilienfonds der Sachsen LB diskutiert, die er teilweise per Bankkredit finanzierte.
Am 14. April 2008 kündigte Milbradt seinen Rücktritt von allen Ämtern für Ende Mai an. Er zog damit die Konsequenz aus seiner Verwicklung in der Sachsen-LB-Affäre. Seinen Rücktritt reichte Milbradt am 27. Mai 2008 ein; am 28. Mai wurde Finanzminister Stanislaw Tillich zum 3. Ministerpräsidenten des Freistaates Sachsen gewählt. Tillich übernahm von ihm auch den Vorsitz der CDU Sachsen. Bei der Landtagswahl 2009 trat Milbradt nicht wieder an und schied folglich im September 2009 aus dem Landtag aus.

### Bundespolitik
Von 2014 bis 2016 war er als Vertreter der gesellschaftlichen Gruppen Mitglied in der Kommission Lagerung hoch radioaktiver Abfallstoffe (Endlagerkommission) gemäß § 3 Standortauswahlgesetz.
Als Delegierter bei der 17. Bundesversammlung auf Vorschlag der CDU-Fraktion im Sächsischen Landtag wählte er 2022 den Bundespräsidenten mit.
Von 2017 bis 2025 war er als Sonderbeauftragter der Bundesregierung für die Verwaltungsmodernisierung in der Ukraine tätig. Auf Vorschlag von Bundesentwicklungsministerin Svenja Schulze wurde sein Mandat in Abstimmung mit der ukrainischen Regierung 2022 für die 20. Wahlperiode des Deutschen Bundestages verlängert. In der ersten Sitzung des Kabinetts Merz am 7. Mai 2025 wurde das Amt wieder abgeschafft.

## Gesellschaftliche Ämter
Georg Milbradt ist Vorstandsvorsitzender der HHL-Stiftung (ehemals die traditionsreiche Kramerstiftung) an der privaten Handelshochschule Leipzig sowie Schirmherr der Initiative Schüler Helfen Leben. Er ist außerdem Schirmherr der Auszeichnung SACHSEN ASSE und Mitglied des Kuratoriums der Peter-Escher-Stiftung für krebskranke Kinder. Darüber hinaus ist Georg Milbradt Vorsitzender des Kuratoriums des Max-Planck-Instituts für Physik komplexer Systeme. Seit 2009 ist Milbradt Schlichter für die Arbeitgeberseite bei Tarifverhandlungen im öffentlichen Dienst.

## Privates
Georg Milbradt lebt in Dresden, ist katholisch und mit Angelika Meeth-Milbradt verheiratet, einer Professorin an der Hochschule für Technik und Wirtschaft Dresden. Das Ehepaar hat zwei Söhne.

## Ehrungen und Auszeichnungen

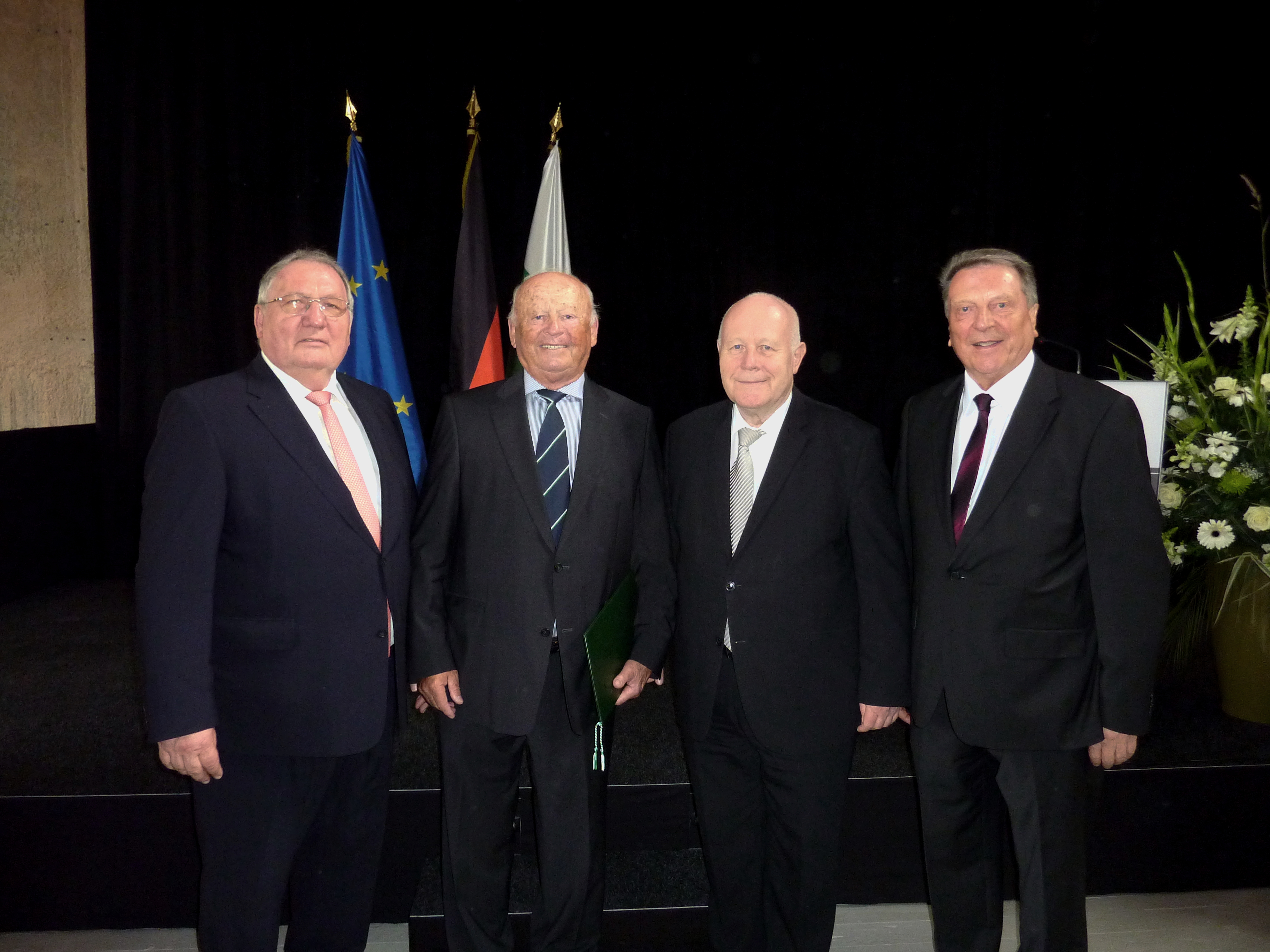
Georg Milbradt (3. von links) bei der Verleihung des Verdienstordens des Freistaates Sachsen an Horst Saalbach (2.v.li.), begleitet von Winfried Pinninghoff (li.) und Werner Kriesel, re. (Dresden 2015)

- 1974: Preis der Universität Münster für die beste Dissertation
- 1986: Eiserner Steuergroschen des Bundes der Steuerzahler
- 2002: Sächsischer Verdienstorden
- 2004: Ministerpräsident des Jahres der Initiative Neue Soziale Marktwirtschaft
- 2004: Großes Silbernes Ehrenzeichen am Bande für Verdienste um die Republik Österreich[18]
- 2009: Verdienstorden der Bundesrepublik Deutschland (Großes Verdienstkreuz mit Stern und Schulterband)

## Schriften (Auswahl)
- Ziele und Strategien des debt management. Ein Beitrag zur Theorie der optimalen Schuldenstruktur des Staates unter Einbeziehung der Notenbank (= Schriften zur öffentlichen Verwaltung und öffentlichen Wirtschaft, Band 4). Nomos, Baden-Baden 1975, ISBN 3-7890-0115-5.
- Darstellung und Analyse der Staatsverschuldung in der Bundesrepublik Deutschland (= Beiträge zur Wirtschafts- und Sozialpolitik, Band 81). Deutscher Instituts-Verlag, Köln 1980, ISBN 3-602-24781-3.
- Probleme der Indexierung volkswirtschaftlich wichtiger Grössen. Eine Untersuchung der ökonomischen Wirkungen von Indexklauseln auf dem Arbeitsmarkt, auf dem Kapitalmarkt und im staatlichen Bereich (= Schriften zur öffentlichen Verwaltung und öffentlichen Wirtschaft, Band 43). Nomos, Baden-Baden 1982, ISBN 3-7890-0737-4.
- mit Bernd Thode: Die sächsische Verbundlösung. Neuordnung der Sparkassen, der Landesbank Sachsen Girozentrale und der Sächsischen Aufbaubank. Knapp, Frankfurt am Main 2001, ISBN 3-8314-0709-6.
- mit Thomas Rietzschel: Kraft der Visionen. Kiepenheuer, Leipzig 2003, ISBN 3-378-01065-7.
- hrsg. mit Ingolf Deubel: Ordnungspolitische Beiträge zur Finanz- und Wirtschaftspolitik. Festschrift für Heinz Grossekettler zum 65. Geburtstag (= Studien zu Finanzen, Geld und Kapital, Band 14). Duncker & Humblot, Berlin 2004, ISBN 3-428-11370-5.
- hrsg. mit Johannes Meier: Die demographische Herausforderung. Sachsens Zukunft gestalten. Bertelsmann Stiftung, Gütersloh 2004, ISBN 3-89204-793-6.